# 2043
|  | Denne artikel beskriver en fremtidig begivenhed Denne artikel eller sektion handler om planlagt eller forventet fremtidig begivenhed. Der kan forekomme spekulativ information, og indholdet kan ændres dramatisk når begivenheden nærmer sig og mere information bliver tilgængelig. |

| 2043               |
| ------------------ |
| Dødsfald - Fødsler |
|                    |

| Gregoriansk kalender | 2043 MMXLIII            |
| Ab urbe condita      | 2796                    |
| Armensk kalender     | 1492 ԹՎ ՌՆՂԲ            |
| Kinesiske kalender   | 4739 – 4740 壬戌 – 癸亥 |
| Etiopisk kalender    | 2035 – 2036             |
| Jødisk kalender      | 5803 – 5804             |
| Hindukalendere       |                         |
| - Vikram Samvat      | 2098 – 2099             |
| - Shaka Samvat       | 1965 – 1966             |
| - Kali Yuga          | 5144 – 5145             |
| Iransk kalender      | 1421 – 1422             |
| Islamisk kalender    | 1465 – 1466             |

2043 (MMXLIII) begynder året på en torsdag. Påsken falder dette år den 29. marts.
Se også 2043 (tal)

## Forudsigelser og planlagte hændelser
- Den amerikanske investeringsbank Goldman Sachs forventer at Indiens økonomi vil overstige USA's økonomi.
- USAs befolkning forventes at nå 400 millioner.
- Den nordjyske by Hjørring kan fejre 800 års jubilæum som købstad.

## Bøger
- Tolkiens publicerede værker vil blive public domain.

| År | Spire Denne artikel om et år, årti, århundrede eller årtusinde er en spire som bør udbygges. Du er velkommen til at hjælpe Wikipedia ved at udvide den. |